# Order Zasługi Wojskowej Karola Fryderyka
Order Zasługi Wojskowej Karola Fryderyka lub Order Wojskowy Karola Fryderyka Za Zasługę (niem.: Militär Karl-Friedrich-Verdienstorden) – badeńskie odznaczenie ustanowione przez Karola Fryderyka elektora Badenii 4 kwietnia 1807 roku.

## Historia
Order został ustanowiony jako odznaczenie dla zasłużonych oficerów i posiadał trzy klasy:
- Krzyż Wielki,
- Krzyż Komandorski,
- Krzyż Kawalerski.

Już w tym samym roku dodano powiązany z orderem, przeznaczony dla podoficerów i szeregowców Medal Zasługi Wojskowej Karola Fryderyka, który posiadał dwie klasy: 
- Złoty Medal Zasługi,
- Srebrny Medal Zasługi.

W 1840 roku klasę komandorską podzielono na dwie klasy: Krzyż Komandorski I Klasy oraz Krzyż Komandorski II Klasy. 
Od 1915 roku na wstążce orderu zawieszano Krzyż Zasługi Orderu Lwa Zeryngeńskiego nadawany za zasługi wojskowe. 

## Opis odznaki
Odznakę orderu stanowił emaliowany na biało krzyż maltański otoczony zielonym wieńcem laurowym. Awers środkowego medalionu przedstawiał złote inicjały CF na czerwonym tle. Na niebieskim otoku znajdował się złoty napis "FÜR BADENS EHRE" (ZA HONOR BADENII). Na rewersie umieszczony był na złotym tle srebrny badeński gryf trzymający tarczę herbową Badenii i miecz. W otoku znajdował się ten sam napis. Krzyż wieńczyła korona książęca z jabłkiem. Odznaczenie wykonane było ze złota, zastąpionego w 1916 roku pozłacanym srebrem.
Odznakę Wielkiego Krzyża umieszczano na żółtej wielkiej wstędze orderowej z czerwonym pasem pośrodku i białymi paskami po bokach przewieszonej z lewego ramienia na prawy bok. Krzyże komandorskie zawieszano na wstędze noszonej na szyi, a kawalerskie na przyczepionej na lewej piersi.
Odznaczeni Krzyżem Wielkim oraz Krzyżem Komandorskim I Klasy nosili ponadto czteropromienną gwiazdę z pozłacanego srebra z  umieszczonym rewersem krzyża. Gwiazdę noszono na lewej piersi.
Wszystkie dekoracje orderowe po śmierci odznaczonego musiały zostać zwrócone kapitule.

### Medal Zasługi Wojskowej Karola Fryderyka
Odznaką I klasy był pozłacany okrągły medalion ze srebra, a II Klasy srebrny medalion. Awers przedstawiał badeńskiego gryfa trzymającego tarczę herbową Badenii oraz miecz. Nad nim umieszczony był napis FÜR BADENS EHRE. Na rewersie w wieńcu laurowym wygrawerowany był napis "DEM TAPFERN NAZWISKO" (DZIELNEMU ...).
Medal noszono na wstążce orderu przypinanej do lewej piersi.

## Odznaczeni
Order wręczany był oficerom za szczególne zasługi na polu bitwy, jak również za 25 i 40 lat służby. Medale wręczane były szeregowcom i podoficerom.
Odznaczenie zostało wręczone w następujący sposób:
| Klasa                       | Liczba nadań |
| --------------------------- | ------------ |
| Wielki Krzyż                | 41           |
| Krzyż Komandorski (do 1840) | 67           |
| Krzyż Komandorski I Klasy   | 26           |
| Krzyż Komandorski II Klasy  | 17           |
| Krzyż Kawalerski            | 706          |
| Złoty Medal Zasługi         | 103          |
| Srebrny Medal Zasługi       | 2858         |

Z odznaczeniem powiązany był dodatek do emerytury w wysokości 400 guldenów rocznie dla dwóch najstarszych kawalerów Wielkiego Krzyża, 300 guldenów dla trzech najstarszych Komandorów i 100 guldenów dla ośmiu najstarszych Kawalerów. Odznaczonym orderem oraz złotym medalem państwo niemieckie wypłacało dożywotnią rentę. Od 1 października 1956 roku tradycję tą kontynuowało RFN wypłacając miesięcznie honorarium w wysokości 25 marek.